# 1821 год в театре
1821 год в театре

## События
- 18 июня — в Берлине премьерой оперы Карла фон Вебера «Волшебный стрелок» открылся Берлинский драматический театр. Здание по проекту Карла Фридриха Шинкеля возведено на месте прежнего, сгоревшего в 1817 году.
- 16 августа — в Париже открылся Театр на улице Ле Пелетье. В первый вечер были даны опера Шарль-Симона Кателя «Баядерки» и балет Пьера Гарделя на музыку Даниэля Штейбельта «Возвращение Зефира». Здание, построенное по проекту Франсуа Дебре, служило домом Королевской академии музыки вплоть до пожара 28 октября 1873 года.
- В Парме началось строительство нового оперного театра[англ.].
- В Воронеже построено новое здание Публичного театра (перестроенное в 1886 году в русском стиле, оно было разрушено во время бомбёжек в 1942 году).

### Постановки
- 26 января — в Санкт-Петербурге состоялась российская премьера оперы Джоаккино Россини «Сорока-воровка».
- 18 июня — в Берлине, в новом театре «Шаушпильхаус» состоялась премьера оперы Карла фон Вебера «Волшебный стрелок» под управлением автора.
- 16 декабря — в Москве, в Пашковском театре состоялась премьера балета Адама Глушковского по поэме Александра Пушкина «Руслан и Людмила, или Низвержение Черномора, злого волшебника»; композитор и дирижёр Фридрих Шольц, Руслан — Адам Глушковский, Людмила — Татьяна Глушковская. Имя Пушкина в афише не указывалось.
- В Королевском театре Лондона ставится «Нина» по Луи Милону, в главной роли — балерина Лиз Нобле.
- В Вене, в салоне Радзивиллов, состоялась премьера драмы Генриха фон Клейста «Принц Гомбургский» (1810). После четырёх представлений пьеса была запрещена к показу по жалобе герцога Карла Тешенского.

### Публикации
- 19 декабря — Джон Мюррей публикует пьесы Джорджа Байрона «Сарданапал[англ.]», «Двое Фоскари» и «Каин[англ.]».

## Деятели театра
В Лондоне, на сцене Королевского театра, гастролирует Фанни Биас. К этому времени относится литография Ж.-Ф. Вальдека — одно из первых изображений балерин, танцующих на пуантах.

### Родились
- 18 января, Дрезден — драматург Роберт Прёльс.
- 17 февраля, графство Слайго, Ирландия — танцовщица и авантюристка Лола Монтес.
- 21 февраля, кантон Аргау, Швейцария — драматическая актриса Элиза Рашель.
- 18 апреля, Санкт-Петербург — драматический актёр Леонид Леонидов.
- 13 (25) мая, Тверская губерния — театральный деятель, переводчик Сергей Юрьев.
- 12 июля, Ломбардия — оперный композитор Чезаре Доминичети.
- 18 июля, Париж — певица и композитор Полина Виардо.
- 28 июля, Брно — оперный импресарио, дирижёр и композитор Макс Марецек.
- 10 августа, Либице-над-Доубравоу — оперный певец Алоиз Андер.
- 11 августа, Нижняя Нормандия — драматург Октав Фёйе.
- 24 августа, Пармское герцогство — оперный композитор и дирижёр Эмануэле Муцио.
- 3 сентября, Кёльн — оперный певец, режиссёр, либреттист и историк театра Эрнст Паске.
- 17 сентября, Париж — танцовщик и балетмейстер Артур Сен-Леон.
- 11 октября, Равенна — оперный дирижёр и композитор Анджело Мариани.
- 20 октября, Безансон — драматург и либреттист Мишель Карре.
- 16 (28) ноября — актёр и режиссёр Александр Яблочкин.
- 10 (22) декабря, Рязань — театральный критик, музыковед Михаил Кублицкий.
- 22 декабря, Балтимор — актёр и антрепренёр Джуниус Брутус Бут.